# Теория на моделите
В математиката теория на моделите е изучаването на (класове от) математически структури като групи, полетата, графите или дори универсумите в теория на множествата, използвайки средства на математическата логика. Структура, която дава значение на изреченията на един формален език е наречена модел на езика. Ако един модел на език удовлетворява дадено изречение или теория (последователност от изречения) се нарича модел на изречение или теория. Теория на моделите е близка до алгебрата или универсалната алгебра.
|  | Тази страница частично или изцяло представлява превод на страницата Model theory в Уикипедия на английски. Оригиналният текст, както и този превод, са защитени от Лиценза „Криейтив Комънс – Признание – Споделяне на споделеното“, а за съдържание, създадено преди юни 2009 година – от Лиценза за свободна документация на ГНУ. Прегледайте историята на редакциите на оригиналната страница, както и на преводната страница, за да видите списъка на съавторите. ВАЖНО: Този шаблон се отнася единствено до авторските права върху съдържанието на статията. Добавянето му не отменя изискването да се посочват конкретни източници на твърденията, които да бъдат благонадеждни. |